# Michel Peyrard
Pour les articles homonymes, voir Peyrard.
Michel Peyrard (né en 1957) est un journaliste et réalisateur français.

## Biographie
Titulaire d’une maîtrise de Sciences économiques, il a étudié à l’INSAS de Bruxelles, section réalisation film-télévision.
D’abord journaliste pigiste (Libération, Matin magazine), il rejoint l’hebdomadaire Paris Match en 1982. Grand reporter, il a couvert de nombreux conflits, et notamment ceux liés à l’effondrement du bloc soviétique (Arménie, Lituanie, Géorgie), l’ex-Yougoslavie (Croatie, Bosnie, Kosovo), la guerre du Golfe, le Cambodge, le Rwanda, la Tchétchénie, l’Afghanistan, l’Irak et la Colombie, pays où il a vécu.
Il a reçu le prix Louis Hachette pour ses reportages en Tchétchénie quand, en décembre 1999, il a été avec le photographe Laurent Van Der Stock et le cameraman Miguel Gil Moreno, le seul reporter occidental présent aux côtés des combattants tchétchènes dans Grozny bombardée par les Russes.
Le 9 octobre 2001, lendemain des premières frappes américaines sur l’Afghanistan, Michel Peyrard a été arrêté par les talibans alors qu’il tentait, lors d’un second voyage clandestin, de rejoindre Kaboul avec deux confrères pakistanais. Incarcéré à la prison « N°3 » de Jalalabad, il a été condamné à mort pour espionnage. Gracié par mollah Omar, il a été libéré après 26 jours de détention. Ses deux confrères pakistanais l’ont été une semaine plus tard.
Il a réalisé plusieurs reportages télévisés et documentaires, notamment en Irak et en Amérique Latine (Envoyé spécial, France 2, Canal Plus). Son film « Otage(s) » a reçu le prix du meilleur documentaire au Venice TV Awards.